# كلارنس إف. ستيفنز
كلارنس إف. ستيفنز (بالإنجليزية: Clarence F. Stephens)‏ هو أستاذ جامعي ورياضياتي أمريكي، ولد في 24 يوليو 1917، وتوفي في 5 مارس 2018.